# Allegorie van de nacht
Allegorie van de nacht (Allegoria della notte) is een compositie van de Italiaan Salvatore Sciarrino uit 1985. Het oeuvre voor viool en symfonieorkest werd voor de eerste keer uitgevoerd op 1 oktober 1985 in Venetië.
De orkestratie van allegorie is teruggebracht tot een orkest van middelgrote proporties:
- 2 dwarsfluit, 2 hobo’s, 2 klarinetten en 2 fagotten;
- 2 hoorns, 2 trompetten, 2 trombones, 1 tuba
- pauken, percussie, harp, celesta
- violen, altviolen, celli en contrabassen.

De gekrompen samenstelling van het orkest is noodzakelijk om de inleiding en het slot goed te kunnen vertolken. Sciarrino heeft voor de opening en het slot een aantal fragmenten van het vioolconcert van Felix Mendelssohn Bartholdy geleend. Na de eerste minuut lijkt het of de violist na die aan elkaar geplakte stukjes muziek de weg volledig kwijt is. Solist en orkestleden lijken hun eigen instrument niet meer te kunnen bespelen. Wat volgt is een aaneenschakeling van zeer zachte passages waarin de violist en orkestleden intuïtief flautando en flageolet spelen, om vooral niet te laten horen dat ze de speeltechniek kwijt zijn. Maar tegelijk worden alle muziektechnische zaken wel gespeeld, crescendo, decrescendo, glissando, alles komt voorbij, maar dan in het bijna stille. Het geheel wordt op de achtergrond begeleid door een door de begeleiding gefabriceerde ruis, die als ambientmuziek klinkt.
Het werk vond haar oorsprong in Zes Capriccio's, een werk van de componist voor viool solo. Sciarrino omschreef het werk als de onbewoonde en donkere kant van de planeet Mendelsohn.
De compositie laat (meer dan in haar eigen werk) horen wat Rebecca Saunders bedoelt met stilte bestaat uit het gebrek aan geluid. De volle orkestklanken in de Mendelsohnfragmenten staan in schril contrast met de fluistering daartussenin.

## Discografie
- Uitgave Kairos ; RAI Nationaal Symfonie Orkest o.l.v. Tito Ceccherini met solist Marco Regliano.

## Bron
- de compact disc
- Ricordi Muziekuitgeverij voor orkestratie en premièregegevens